# Hagenbachstadion
Das Hagenbachstadion ist ein Sportplatz in Schwäbisch Hall. Er gehört zusammen mit den davor gelegenen Turnhallen und Kleinfeldern zum Sportkomplex Schulzentrum West. Die Hauptnutzer sind die dort ansässige TSG Schwäbisch Hall 1844 mit ihren Abteilungen, zu denen auch die Schwäbisch Hall Unicorns gehören.
Die Footballer haben ihre Heimspiele seit 1984 auf dem Hagenbach bestritten. Nach der Einweihung des Optima Sportparks im Frühjahr 2016 wechselte die Unicorns-Senioren-Mannschaft, die in der German Football League spielt, dorthin, während die U19 auf dem für Football markierten Kunstrasenplatz neben dem Hagenbachstadion spielt.
Der Sportplatz wird auch durch die Schulen der Stadt regelmäßig genutzt. Auch überregionale Veranstaltungen wie Bundesjugendspiele, das Landessportfest oder der Fußball-Stadtwerkepokal finden dort statt.
Der Platz ist nicht überdacht und besteht aus einem Großfeld und einer Laufbahn für Leichtathletikdisziplinen. Ein sechsstufiger Rang begrenzt das Feld auf einer Seite. Die Gegengerade und die Kurven sind für eine spätere Erschließung frei.
Von Juni bis August 2016 wurde das Stadion, das für Leichtathletikwettkämpfe längst nicht mehr geeignet war, für 1,4 Millionen Euro renoviert und umgebaut. Die Laufbahn wird schmaler, der Rasen geebnet, die Sprunganlagen verlegt.